# Équipe d'Eswatini de football
Maillots
L'équipe d'Eswatini de football, anciennement équipe du Swaziland de football, est constituée par une sélection des meilleurs joueurs eswatinais sous l'égide de la Fédération d'Eswatini de football, elle est affiliée à la FIFA depuis 1978.

## Histoire

### Débuts
L'équipe d'Eswatini dispute son premier match international contre le Malawi, qu'elle remporte 2-0. Pendant la première décennie, l'équipe nationale ne joue que contre le Malawi et la Zambie, sans enregistrer la moindre victoire de 1969 à 1984, lorsqu'elle bat le Lesotho 3-1 lors d'un match amical à domicile. Après la victoire contre le Lesotho, Eswatini participe pour la première fois aux éliminatoires de la Coupe d'Afrique des nations 1986, où les Sihlangu Semnikati perdent 1 à 8 sur l'ensemble des deux matches contre le Zimbabwe. L'équipe se qualifie ensuite pour les Jeux Africains de 1987, mais perd 2-9 sur l'ensemble des deux matchs contre le Malawi.
La première fois que le Swaziland franchit le premier tour d'une compétition de qualification, c'est pour les éliminatoires de la Coupe d'Afrique des nations 1990, en battant la Tanzanie 3-1 aux tirs au but après un match nul 2-2. Au deuxième tour, ils affrontent le Malawi, qui les éliminent de nouveau, 1-3 après les matchs aller-retour. L'équipe participe ensuite au Tournoi de la SADCC 1990, passant la phase de groupe à la différence de buts devant le Malawi, avant de s'incliner aux tirs au but (5-3) en demi-finale contre le Zimbabwe, après un match nul 4-4 après prolongation. Lors des éliminatoires de la Coupe d'Afrique des nations 1992, le Swaziland bat la Zambie (2-1) lors de la phase préliminaire du groupe, mais termine troisième et ne parvient pas à se qualifier.
Les Swazilandais participent pour la première fois aux éliminatoires de la Coupe du monde 1994, mais termine à la deuxième place derrière le Cameroun et n'accède donc pas au tour final. Pour le premier tour de qualification de la Coupe du monde 1998, le Swaziland perd deux fois contre le Gabon (0-1 et 0-2) et est éliminé. Ils ne réussissent pas à passer le premier tour de qualification pour la Coupe COSAFA 1997 et 1998, en perdant respectivement 0-4 contre le Mozambique et 0-1 contre l'Angola à cause d'un but contre leur camp en prolongation. Le Swaziland commence ses matchs de qualification pour la Coupe d'Afrique des nations 2000 après avoir manqué les trois tournois précédents, mais s'inclinent 2-3 contre Madagascar et sont éliminés. Ils parviennent à se qualifier pour la Coupe COSAFA 1999 après avoir battu le Mozambique 3-1 lors des éliminatoires, puis gagnent contre le Zimbabwe en quart de finale 4-3 aux tirs au but après un match nul 1-1 dans le temps réglementaire, Bongani Mdluli ayant inscrit le but égalisateur pour les Sihlangu Semnikati à la 89e minute. En demi-finale, ils s'inclinent aux tirs au but face à la Namibie (2-4).

### De nos jours
Les Swazilandais sont éliminés par l'Angola lors des qualifications pour la Coupe du monde 2002, perdant 1 à 8 sur l'ensemble des matchs. Ils perdent ensuite contre le Kenya au tour de qualification de la Coupe d'Afrique des nations 2002 (3-5). Lors de la Coupe COSAFA 2002, où ils se qualifient devant la Namibie (2-1) et battent le Zimbabwe (2-0) pour atteindre les demi-finales. Ils s'inclinent contre l'Afrique du Sud (1-4) qui remportera le tournoi. Lors des éliminatoires de la CAN 2004, le Swaziland termine troisième de son groupe, à deux points de la Libye et trois de la République démocratique du Congo, manquant ainsi la qualification.
Lors des tournois suivants, le pays ne réussit pas à passer le premier tour de qualification. Ils finissent à la dernière place de leurs groupes de qualification jusqu'aux qualifications pour la Coupe d'Afrique des nations 2017, où ils ont terminé à la deuxième place en différence de buts devant la Guinée, mais à trois points de la qualification, derrière le Zimbabwe. Lors des qualifications pour la Coupe du monde 2018, le pays écrase Djibouti 8-1 sur deux manches, mais a été battu 0-2 par le Nigeria pour mettre fin à ses espoirs de qualification.
Alors qu'il devait disputer les 6 et 20 janvier le tour préliminaire de la nouvelle formule de qualification de la CAN, pour l'édition 2013, le Swaziland annonce qu'il se retire à cause de problèmes financiers.
Le Swaziland subit sa plus grosse défaite de l'histoire face à l'Égypte, 10-0. Une véritable correction de la part des Pharaons qui jouaient pourtant avec leur équipe B. Le 12 juin 2015, le Swaziland créé un véritable exploit en allant s'imposer à Casablanca (détourné en raison de l'épidémie Ebola) contre la Guinée 1-2 après deux réalisations de Tony Tsabedze à la 11e et 83e minute. L'ex Bordelais François Kamano inscrit l'unique but guinéen de la rencontre à la 68e minute.

## Classement FIFA
| Année              | 1993 | 1994 | 1995 | 1996 | 1997 | 1998 | 1999 | 2000 | 2001 | 2002 | 2003 | 2004 | 2005 | 2006 | 2007 | 2008 | 2009 | 2010 | 2011 | 2012 | 2013 | 2014 | 2015 | 2016 | 2017 | 2018 |
| ------------------ | ---- | ---- | ---- | ---- | ---- | ---- | ---- | ---- | ---- | ---- | ---- | ---- | ---- | ---- | ---- | ---- | ---- | ---- | ---- | ---- | ---- | ---- | ---- | ---- | ---- | ---- |
| Classement mondial | 99   | 125  | 148  | 160  | 165  | 149  | 127  | 137  | 132  | 116  | 114  | 126  | 134  | 148  | 148  | 138  | 135  | 160  | 180  | 178  | 186  | 164  | 131  | 100  | 133  | 141  |

## Palmarès
L'Eswatini ne s'est pour l'instant jamais qualifié pour une phase finale de Coupe du monde de football, ni pour la coupe d'Afrique des nations de football.

### Parcours enCoupe du monde
| Année | Position     |      | Année         | Position |                        | Année | Position |
| 1930  | Non inscrite | 1974 | Non inscrite  | 2010     | Non qualifiée          |       |          |
| 1934  | Non inscrite | 1978 | Non inscrite  | 2014     | Non qualifiée          |       |          |
| 1938  | Non inscrite | 1982 | Non inscrite  | 2018     | Non qualifiée          |       |          |
| 1950  | Non inscrite | 1986 | Non inscrite  | 2022     | Non qualifiée          |       |          |
| 1954  | Non inscrite | 1990 | Non inscrite  | 2026     | Éliminatoires en cours |       |          |
| 1958  | Non inscrite | 1994 | Non qualifiée | 2030     | À venir                |       |          |
| 1962  | Non inscrite | 1998 | Non qualifiée | 2034     | À venir                |       |          |
| 1966  | Non inscrite | 2002 | Non qualifiée |          |                        |       |          |
| 1970  | Non inscrite | 2006 | Non qualifiée |          |                        |       |          |

### Parcours enCoupe d'Afrique
| Année | Position     |      | Année             | Position |                   | Année   | Position |
| 1957  | Non inscrite | 1982 | Non inscrite      | 2006     | Tour préliminaire |         |          |
| 1959  | Non inscrite | 1984 | Forfait           | 2008     | Tour préliminaire |         |          |
| 1962  | Non inscrite | 1986 | Tour préliminaire | 2010     | Tour préliminaire |         |          |
| 1963  | Non inscrite | 1988 | Non inscrite      | 2012     | Tour préliminaire |         |          |
| 1965  | Non inscrite | 1990 | Tour préliminaire | 2013     | Tour préliminaire |         |          |
| 1968  | Non inscrite | 1992 | Tour préliminaire | 2015     | Tour préliminaire |         |          |
| 1970  | Non inscrite | 1994 | Non inscrite      | 2017     | Tour préliminaire |         |          |
| 1972  | Non inscrite | 1996 | Forfait           | 2019     | Tour préliminaire |         |          |
| 1974  | Non inscrite | 1998 | Non inscrite      | 2021     | Tour préliminaire |         |          |
| 1976  | Non inscrite | 2000 | Tour préliminaire | 2023     | Tour préliminaire |         |          |
| 1978  | Non inscrite | 2002 | Tour préliminaire | 2025     | À venir           |         |          |
| 1980  | Non inscrite | 2004 | Tour préliminaire |          | 2027              | À venir |          |

## Sélectionneurs
- Ted Dumitru (1983–84)
- Dumisa Mahlalela (1992–93)
- Scara Thindwa (1996)
- Jan Simulambo (1997)
- Francis Banda (1998–2000)
- Dumisa Mahlalela (2001–02)
- Mandla Dlamini (2003)
- Francis Banda (2003)
- Werner Bicklehaput (2003)
- Dumisa Mahlalela (2004)
- Francis Banda (2005)
- Jan Van Winckel (2006)
- Ayman El Yamani (2006–07)
- Martin Chabangu (2007, intérim)
- Raoul Savoy (2007–08)
- Ephraim Mashaba (2008–10)
- Musa Zwane (2010–11)
- Obed Mlotsa (2011)
- Caleb Ngwenya (2011–12, intérim)
- Frédéric Assmus (2012-12, intérim)
- Valère Billen (2012–13)
- Harris Bulunga (2013–14, intérim)
- Harris Bulunga (2014–2016)
- Hendrik Pieter de Jongh (2017-?)
- Anthony Mdluli (2018)[4]
- Kostadin Papic[5] (déc. 2018-déc. 2019)
- Dominic Kunene (jan. 2020-juin 2024)
- Sifiso Ntibane (depuis juin 2024-août 2024)
- Zdravko Logarušić[2] (depuis août 2024)